# Patrick Drouin
 (février 2014).
Pour les articles homonymes, voir Drouin.
Patrick Drouin, né le 23 mars 1948 à Paris, est un sculpteur français qui exerce dans son atelier parisien.

## Biographie
Il s’initie à la sculpture pendant cinq ans dans l’atelier d’Edmond Moirignot dans le 14e arrondissement et profite également des conseils de Paul Belmondo, Jean Carton et Raymond Martin.
On lui doit principalement des bronzes de femmes ou d’hommes et des dessins. Son travail est essentiellement figuratif.

## Expositions
Il expose depuis 1981 et a participé à de nombreuses expositions :
- Biennale Internationale Formes humaines 1980 (dans les salons du musée Rodin)
- Biennale Salon, du  dessin et de la peinture à l’eau 1980 et 1982
- Invité par le sculpteur Raymond Martin de l’Institut à  exposer pour un hommage à François Rude à l’hôtel de ville de Cachan, 1982
- Invité par le président du conseil général des Yvelines à exposer à l’Orangerie du château de Versailles Art en Yvelines septembre–octobre 1982
- Salon Comparaison, 1980
- Galerie Leymarie à Paris
- Fondation Taylor à Paris, 1983 & 1986
- Grand Palais à Paris, 1983
- Salon d'automne, 1983
- Grands Maîtres de la sculpture
- Salons de la Malmaison à Cannes
- Les maîtres du Bronze à Bagatelle à Paris en 1987
- Exposition à la Galerie Leymarie à Paris, 1988
- Sociétaire des Artistes français
- Sociétaire du Salon d'automne
- Sélectionné pour le concours de l’Académie des beaux-arts de Paris
- Invité à exposer à la maison des artistes de Nogent
- 60e salon des Beaux-Arts, Enghien-les-Bains (1995)
- 39e Salon des Arts-formes-couleurs (1996)
- Figure sur le dictionnaire (Bénézit) des peintres sculpteurs graveurs

## Prix
- Grand Prix des jeunes sculpteurs à l’exposition de la Société nationale des beaux-arts de Paris Grand Palais, juin 1983
- Prix Florence Gould  au 17e prix international Art Contemporain de Monte-Carlo
- Prix Sandoz, Fondation Taylor Paris, 1983
- Prix d’Aumale 1983, Institut de France, Académie des beaux-arts Paris, 1983
- Prix Paul Louis Weiller, Institut de France, Académie des beaux-arts, 1985
- Prix de la sculpture au salon d'automne au Grand Palais en 1990
- Prix Desprez académie des beaux-arts de Paris, 1981 (Médaille argent)
- Prix Sandoz Fondation Taylor 1983 & 1988 Grand Palais – Paris
- Médaille d’or au salon de Montmorency, 1979
- Prix Claude Raphaël-Leygues, 1981
- Grand prix des jeunes sculpteurs de la société des beaux-arts (1988)
- Prix Charles Oulmont, Fondation de France, 1990
- Prix de la sculpture, salon d'automne Paris-Champs-Élysées
- Médaille d’honneur au salon des artistes français en 1994.
- Médaille de vermeil de la ville de Paris
- Grand prix Charles Malfray 2000 - Fondation Taylor Paris-

## Réalisations
- Réalisation d’un bronze par le Fonds national d'art contemporain, 1981
- Réalisation d’un monument pour le centre d’affaire à Marne-la-Vallée
- Réalisation d’une sculpture monumentale pour Groupama Assurances
- Réalisation d’un monument pour le centre d’affaire à Marne-la-Vallée- Noisy-le-Grand (Groupama Assurance)
- Sculpture monumentale pour un grand groupe d’assurance en 1990
- Acquisition par le ministère de la culture et de la communication d’un bronze pour le Fonds national d'art contemporain

## Sources
- André Jacquemin Peintre-graveur : membre de l’institut[source insuffisante]
- Maurice-J Estrade : gestion et fortune décembre 1998[source insuffisante]
- E. Bénézit : Dictionnaire des peintres, sculpteurs, dessinateurs et graveurs – Gründ 1999[source insuffisante]
- 6e Grand salon d’art contemporain – La Garenne-Colombes janvier 1991[source insuffisante]
- Jacques Ginepro –Membre de l’Union française des experts[source insuffisante]
- Patrice de la Perrière univers des Arts[source insuffisante]